# Riccardo Saponara
 (janvier 2021).
Si vous disposez d'ouvrages ou d'articles de référence ou si vous connaissez des sites web de qualité traitant du thème abordé ici, merci de compléter l'article en donnant les références utiles à sa vérifiabilité et en les liant à la section « Notes et références ».
Riccardo Saponara né le 21 décembre 1991 à Forlì en Italie, est un footballeur italien évoluant au poste de milieu offensif au MKE Ankaragücü.

## Biographie

### Club

#### Ses débuts
Saponara fait ses premiers pas en football au sein des modestes clubs de sa région natale, le Sammartinese et le Sporting Forlì, et continue sa formation ensuite en Série B au Ravenne Calcio qu'il rejoint à l'été 2007. Évoluant au sein de la primavera lors de sa première saison, il ne réalise que 3 apparitions en équipe première en Lega Pro la saison suivante, avant d'être enrôlé par l'Empoli Football Club en copropriété moyennant 750 000 €. 

#### Empoli FC
Il est transféré définitivement à Empoli le 25 juin 2010 contre 500 000 € de plus, ses deux premières saisons ayant convaincu la formation toscane de son potentiel.
C'est contre Piacenza que Riccardo célèbre sa première titularisation en tant que joueur professionnel (en coupe d'Italie), et par la même occasion son tout premier match en Série B deux mois plus tard, le 10 octobre 2010. Cette première saison se solde par 17 apparitions en championnat, dont 7 titularisations. Il ouvre le score lors du match contre la Reggina (victoire 3-2) le 26 septembre 2011, il s'agit là surtout du premier but de sa carrière. Cette saison est pour lui celle de la confirmation au sein du club, preuve en est de ses 35 apparitions toutes compétitions confondues à l'âge de seulement 19 ans.
Plus à l'aise maintenant qu'il est devenu titulaire, il dévoile l'étendue de son talent lors du début de l'exercice 2012-2013 en affolant les défenses adverses par sa technique et sa vivacité qui lui ont permis d'être le deuxième meilleur buteur de son équipe avec 8 buts en 18 matchs avant la fin de l'année 2012. Ce début de saison tonitruant attire rapidement l'attention des plus grands clubs italiens, dont Parme tout d'abord, qui s'empresse de conclure un accord en octobre pour en acquérir la moitié, vient ensuite l'AC Milan qui paye la somme de 4 M€ au mois de janvier suivant pour obtenir la copropriété du jeune talent, et pouvoir l'intégrer à son effectif dès le mois de juin.

#### AC Milan
En janvier 2013, il signe en prêt au Milan AC. Le club lombard l'achète définitivement à la fin de la saison pour un montant de 3 millions d'euros et une durée de 4 ans. Il touche alors un salaire de 600 000 euros par an et hérite du numéro 8.

##### Empoli FC
Le 16 janvier 2015, il effectue son retour à Empoli où l'AC Milan le prête jusqu'à la fin de la saison avec option d'achat. Après une belle demi-saison avec 7 buts en seulement 17 matchs, Empoli lève l'option d'achat.

#### ACF Fiorentina
Lors du mercato d'hiver 2017, il est prêté au club voisin de l'ACF Fiorentina avec option d'achat obligatoire.

#### Prêt à la Sampdoria puis au Genoa et Lecce
Le 17 août 2018, Saponara est prêté à la Sampdoria. Après que Saponara ait marqué un but égalisateur contre la Lazio le 18 décembre 2018, il a gagné en notoriété alors qu'il célébrait avec les supporters de ses équipes, son short est tombé et les supporters ont également baissé son slip blanc moulant, qui a exposé son arrière.
Le 7 août 2019, il est prêté au Genoa CFC.
Le 22 janvier 2020, il est prêté à l'US Lecce.

### Équipe nationale
Saponara fait des apparitions régulières dans les différentes équipes de jeunes de la squadra azzurra, totalisant 17 matchs jusqu'à maintenant, pour 2 buts marqués. Son premier match remonte au 22 septembre 2009 contre le Danemark, tandis que son premier but est marqué lors de la victoire 2-0 contre la Russie le 13 avril 2011. Il essaye désormais d'entrée en équipe nationale italienne.

## Palmarès
Avec la Fiorentina, Riccardo Saponara est finaliste de la Ligue Europa Conférence en 2023.

## Statistiques
| Saison         | Club           | Championnat national | Championnat national | Championnat national | Championnat national | Coupes nationales | Coupes nationales | Coupes internationales | Coupes internationales | Total  | Total | Total  |
| Saison         | Club           | Division             | Matchs               | Buts                 | Passes               | Matchs            | Buts              | Matchs                 | Buts                   | Matchs | Buts  | Passes |
| -------------- | -------------- | -------------------- | -------------------- | -------------------- | -------------------- | ----------------- | ----------------- | ---------------------- | ---------------------- | ------ | ----- | ------ |
| 2007-2009      | Ravenne Calcio | B                    | -                    | -                    | -                    | -                 | -                 | -                      | -                      | -      | -     | -      |
| 2009-2010      | Ravenne Calcio | D3                   | 3                    | 0                    | 0                    | 1                 | 0                 | -                      | -                      | 4      | 0     | 0      |
| 2010-2011      | Empoli         | B                    | 18                   | 0                    | 2                    | 2                 | 0                 | -                      | -                      | 20     | 0     | 2      |
| 2011-2012      | Empoli         | B                    | 30                   | 1                    | 4                    | 5                 | 0                 | -                      | -                      | 35     | 1     | 4      |
| 2012-2013      | Empoli         | B                    | 36                   | 11                   | 14                   | 0                 | 0                 | -                      | -                      | 36     | 11    | 14     |
| 2013-2014      | AC Milan       | A                    | -                    | -                    | -                    | -                 | -                 | -                      | -                      | -      | -     | -      |
| Total carrière | Total carrière | Total carrière       | 87                   | 12                   | 20                   | 8                 | 0                 | -                      | -                      | 95     | 12    | 20     |

## Style de jeu
Saponara à toutes les qualités du milieu offensif. Il a une bonne vitesse une très bonne qualité de passe et est également un excellent dribbleur,ce qu'il lui a valu d'être comparé au footballeur brésilien Kaká.